# Beseitigungs- und Unterlassungsanspruch
Der Beseitigungs- und Unterlassungsanspruch (lateinisch actio negatoria) ist im Zivilrecht der Anspruch eines Rechtsinhabers gegen andere Rechtssubjekte, dass diese eingetretene rechtswidrige Handlungen beenden müssen oder künftige rechtswidrige Störungen zu unterlassen haben.

## Allgemeines
Das Eigentum als absolutes Recht verschafft dem Eigentümer ein ausschließliches, rechtlich geschütztes Herrschaftsrecht über eine Sache, das von jedermann zu respektieren ist. Das Absolutheitsprinzip gehört zu den beherrschenden Prinzipien des Sachenrechts. Der Beseitigungs- und Unterlassungsanspruch richtet sich gegen Störer, die rechtswidrig auf ein solches absolutes Recht einwirken.

## Arten
Der wichtigste Beseitigungs- und Unterlassungsanspruch ergibt sich aus § 1004 BGB. Diese gesetzliche Regelung ist Vorbild für die Beseitigungs- und Unterlassungsansprüche in anderen Rechtsgebieten. Wird gemäß § 1004 Abs. 1 BGB das Eigentum in anderer Weise als durch Entziehung oder Vorenthaltung des Besitzes beeinträchtigt, so kann der Eigentümer von dem Störer die Beseitigung der Beeinträchtigung verlangen. Sind weitere Beeinträchtigungen zu besorgen (Wiederholungsgefahr), so kann der Eigentümer Unterlassungsklage erheben.
Der Beseitigungs- und Unterlassungsanspruch umfasst so viele Anwendungsbereiche, dass der Gesetzgeber eine negative Umschreibung gewählt hat. Die Rechtsprechung hat bereits im Oktober 1929 durch das Reichsgericht (RG) die Vorschrift des § 1004 BGB über das Eigentum hinaus auf alle absoluten Rechte analog angewendet und darüber hinaus auf alle deliktsrechtlich geschützten Rechtsgüter erweitert. Strukturell analoge Rechte räumen § 12 Satz 2 BGB dem Namensträger beim Namensrecht, § 541 BGB dem Vermieter bei vertragswidrigem Gebrauch durch den Mieter und § 862 Abs. 1 Satz 2 BGB dem Besitzer bei Besitzstörung ein.

### Eigentumsstörung im Nachbarrecht
Weitere gesetzliche Fälle des Beseitigungs- und Unterlassungsanspruchs gibt es vor allem im Nachbarrecht in § 910 BGB (Überhang), § 1027 BGB (Beeinträchtigung der Grunddienstbarkeit), § 1029 BGB (Besitzer bei Grunddienstbarkeit), § 1053 BGB und § 1065 BGB (unbefugter Gebrauch des Nießbrauchs), § 1090 BGB (beschränkte persönliche Dienstbarkeit), ferner auch gemäß § 1134 Abs. 1 BGB (Gefährdung der Hypothek), § 1192 BGB (Gefährdung der Grundschuld und Sicherungsgrundschuld) oder § 1227 BGB (Schutz des Pfandrechts).

### Sonstige Eigentumsstörungen
Bereits das unbefugte Betreten eines Grundstücks (vor allem beim Hausverbot) stellt eine Eigentumsstörung dar, ebenso jedwede, von einem fremden Grundstück auf das Eigentum einwirkende Immission (wie Feuchtigkeit, Lärm, Schmutz oder Strahlung). Zu den Eigentumsstörungen gehören auch enteignungsgleiche Eingriffe, Immissionen oder Spam, Parken auf einem fremden (privaten) Grundstück oder die Zustellung unerwünschter Werbung in einem entsprechend gekennzeichneten Briefkasten.

### Weitere Rechtsgebiete
Eine große wirtschaftliche Bedeutung haben die Unterlassungsansprüche bei der Verletzung von geistigem Eigentum. Mit der dem ihm eingeräumten Recht auf Unterlassung kann sich der Rechtsinhaber beispielsweise gegen illegale Downloads aus dem Internet (Musik-, Video- oder Filmdateien, Filesharing) durch Abmahnung nebst Unterlassungserklärung wehren. Normadressaten der das geistige Eigentum schützenden Gesetze sind hier nicht die Störer, sondern die so genannten Verletzer.

## Rechtsfolgen
Der Beseitigungs- und Unterlassungsanspruch besteht aus zwei Anspruchsgrundlagen, nämlich aus dem Beseitigungsanspruch und dem Unterlassungsanspruch. Während der Beseitigungsanspruch auf die Beseitigung einer Störung oder Vertragsverletzung abzielt, ist der Unterlassungsanspruch auf ein Handlungsverbot ausgerichtet.
Ein Beseitigungs- und Unterlassungsanspruch berechtigt den Rechtsinhaber, außergerichtlich durch eine Abmahnung und/oder Unterlassungserklärung eine Wiederholung abzuwehren; bei drohender Wiederholungsgefahr kann er eine Unterlassungsklage erheben. Ein Unterlassungsanspruch ist gemäß § 1004 Abs. 2 BGB lediglich ausgeschlossen, wenn der Eigentümer zur Duldung verpflichtet ist, etwa weil er jemand das Nutzungsrecht einer Grunddienstbarkeit eingeräumt hat. Außerdem hat er bei Rechtshängigkeit nach den §§ 990, § 989 BGB einen Schadensersatzanspruch und nach §§ 994 ff. BGB einen Verwendungsersatzanspruch. Genauso kann er von jedem, der die Sache beschädigt, nach § 823 Abs. 1 BGB Schadensersatz verlangen. Darüber hinaus kann auch ein Schadenersatzanspruch aus unerlaubter Handlung (§ 823 BGB) vorhanden sein, wenn der Störer nicht nur objektiv rechtswidrig, sondern auch schuldhaft gehandelt hat.
Nach der herrschenden Meinung muss der Störer die Beeinträchtigung beseitigen und das Eigentum wieder in den vorherigen Nutzbarkeitszustand versetzen, nicht jedoch den Eigentümer so stellen, wie er stünde, wenn die Störung nie eingetreten wäre. Insbesondere muss der Störer keinen Ersatz für die zwischenzeitliche Nichtnutzbarkeit des Eigentums und den damit verbundenen Folgen leisten.